# Alpha Flight 1970
Alpha Flight 1970, auch unter dem Kürzeln AFL bzw. AFL 1970 bekannt, ist eine deutsche Demoszene-Gruppe, die auf diversen Homecomputer-Plattformen aktiv war.

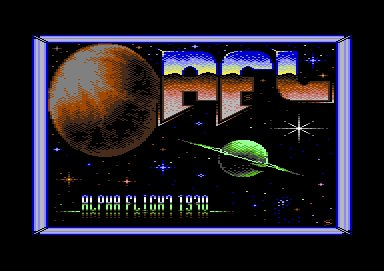
AFL-Logo

## Geschichte
Die Gruppe ist im Jahr 1985 entstanden und konzentrierte sich auf die illegale Veröffentlichung von gecrackter Software für den C64 und später für den Amiga. Der Name orientiert sich an den bekannten Marvel-Comic Alpha Flight von John Byrne. Der Anhang 1970 bezieht sich auf das Geburtsdatum der Gründungsmitglieder (namentlich Seven Up, Crime, The Damned, Frankie Double Team, The Gothicman und Danny).

## Bedeutung
AFL setzte sich aus einer Vielzahl von talentierten Programmierern, Grafikern und Musikern zusammen, die einige vielbeachtete Produktionen veröffentlicht haben.
Die Gruppe wurde bekannt durch viele Diskmags, Demos und Intros, die für den C64 programmiert wurden. Auf dem Amiga war die Gruppe auch im Bereich Demos und Intros sehr aktiv, allerdings war wohl das allererste Diskmag für den Commodore Amiga mit dem Namen Cracker Journal, welches in deutscher und später auch in englischer Sprache veröffentlicht wurde, die mit Abstand bekannteste Publikation, dessen Konzeption später viele Nachahmer fand.

## Veröffentlichungen
Alpha Flight 1970 zeichnete sich durch diverse Diskmags, Demos und Intros, die auf den Heimcomputern der 80er-Jahre wie dem C64 und  Amiga sowie später auf dem PC veröffentlicht wurden. Eine Übersicht über alle Produktionen findet in der Pouet Database.

## Weblinks

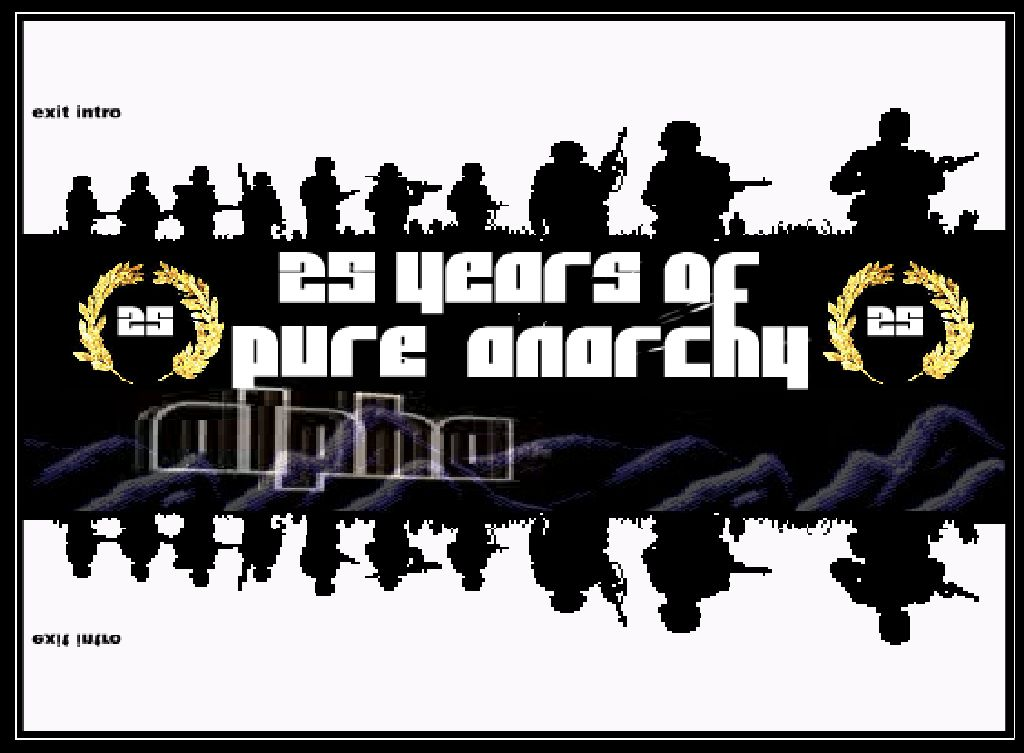
Planet Alpha - Homebase of the Alpha Flight 1970